# Azocyclotin
Azocyclotin ist eine hochgiftige chemische Verbindung aus der Gruppe der Zinnorganischen Verbindungen und Stickstoffheterocyclen.

## Gewinnung und Darstellung
Azocyclotin kann durch Reaktion von 1,2,4-Triazol mit Tricyclohexylzinnchlorid (TCHT) gewonnen werden.

## Eigenschaften
Azocyclotin ist ein farbloser Feststoff, welcher schlecht löslich in Wasser ist. Er zersetzt sich über einer Temperatur von 210 °C.

## Verwendung
Azocyclotin ist ein von der Bayer AG 1977 eingeführtes Akarizid mit Berührungswirkung und langer Wirkungsdauer gegen alle beweglichen Stadien der Spinnmilben. Es wird bevorzugt zur Spinnmilbenbekämpfung im Wein-, Obst-, Gemüse-, Citrus- und Baumwollanbau eingesetzt.

## Zulassung
In den EU-Staaten wie Deutschland und Österreich sowie in der Schweiz sind keine Pflanzenschutzmittel zugelassen, die Azocyclotin als Wirkstoff enthalten. Azocyclotin wurde in Deutschland und Österreich unter dem Handelsnamen "Peropal" vermarktet; die Zulassung und Aufbrauchfrist in Deutschland endete am 30. September 2004.